# Henri-Marie-Gaston Boisnormand de Bonnechose
Henri-Marie-Gaston Boisnormand de Bonnechose (Paris, 30 de maio de 1800 - Rouen, 28 de outubro de 1883) foi um cardeal e arcebispo católico francês.

## Biografia
Ele nasceu em Paris em 30 de maio de 1800, filho de mãe holandesa e pai francês. Criado no protestantismo aos 18 anos, converteu-se ao catolicismo e foi batizado sub conditionem em 13 de setembro de 1819. 
Depois de concluir seus estudos, ingressou na magistratura francesa como procurador-adjunto em Les Andelys e em Rouen. Posteriormente, ocupou vários cargos em vários promotores até que, a conselho do arcebispo de Besançon, a última cidade em que trabalhou como procurador-geral do estado, Louis-François-Auguste de Rohan-Chabot, ingressou no seminário e foi ordenado sacerdote em 21 de dezembro de 1833 em Estrasburgo. Ele era então um pregador, professor de eloquência sagrada, missionário apostólico. Ele então se mudou para Roma, onde foi reitor da igreja real de San Luigi dei Francesi de 1844 a 1847.
Em janeiro de 1848 foi eleito bispo de Carcassonne. Em 1852 tornou-se assistente do trono papal e em 1855 foi transferido para a sede de Évreux. Em 18 de março de 1858, tornou-se arcebispo metropolitano de Rouen e primaz da Normandia. Foi ele quem supervisionou a tradução das relíquias de São Evódio da igreja do forte de Braine para a catedral de Rouen.

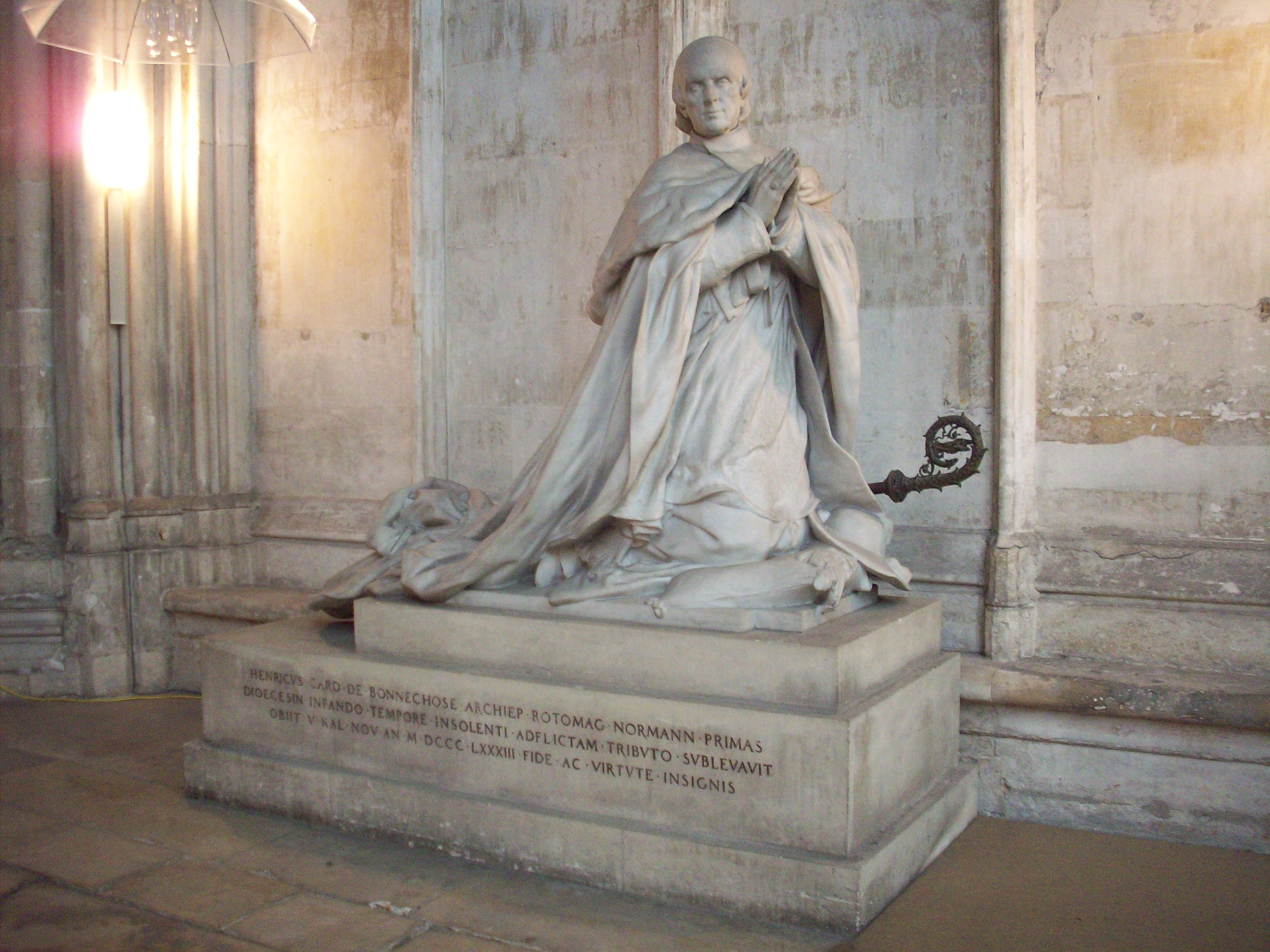
Túmulo do Cardeal Henri-Marie-Gaston Boisnormand de Bonnechose

O Papa Pio IX elevou-o ao posto de cardeal no consistório de 11 de dezembro de 1863, atribuindo-lhe o título de cardeal presbítero de São Clemente. Participou do Concílio Vaticano I e do conclave de 1878, que elegeu o Papa Leão XIII.
Ele morreu em 28 de outubro de 1883, aos 83 anos.

## Link externo
- sylwetka w słowniku biograficznym kardynałów Salvadora Mirandy {{{2}}}
- Catholic Hierarchy {{{2}}}
- Biogram w The Catholic Encyclopedia {{{2}}}